# Cricotopus fugax
Cricotopus fugax är en tvåvingeart som först beskrevs av Oskar Augustus Johannsen 1905.  Cricotopus fugax ingår i släktet Cricotopus och familjen fjädermyggor. Inga underarter finns listade i Catalogue of Life.